# کاروزیو
کاروزیو (به ایتالیایی: Carrosio) یک کومونه در ایتالیا است که در استان آلساندریا واقع شده‌است.

## خصوصیات
کاروزیو ۷٫۲ کیلومترمربع مساحت و ۴۶۸ نفر جمعیت دارد و ۲۵۴ متر بالاتر از سطح دریا واقع شده‌است.